# Gustavo Manzur
Gustavo Manzur Aguilar (ur. 9 października 1959) – salwadorski zapaśnik. Dwukrotny olimpijczyk. Odpadł w eliminacjach turniejów w obu stylach wagowych na igrzyskach w  Los Angeles 1984 i Seulu 1988. Walczył w kategoriach 62–68 kg. 
Szósty na igrzyskach panamerykańskich w 1987 i na mistrzostwach panamerykańskich w 1987 i 1990. Dwukrotny złoty medalista igrzysk Ameryki Środkowej w 1994 roku.